# گروه دارویی سبحان
گروه دارویی سبحان (سهامی عام) از شرکت‌های تابعه گروه دارویی برکت، یک شرکت هلدینگ دارویی ایرانی است که دفتر مرکزی آن در تهران واقع می‌باشد و در بورس اوراق بهادار تهران با نماد دسبحا پذیرفته شده است. این شرکت در سال ۱۳۵۵ این شرکت تحت عنوان شرکت سویران با مشارکت و دانش فنی شرکت سیباگایگی سوئیس ثبت و در سال ۱۳۶۰ در شهرک صنعتی رشت راه‌اندازی گردید. این شرکت در سال ۱۳۶۳ به داروسازی سبحان تغییر نام یافت. در سال ۱۳۸۱ در فهرست شرکت‌های پذیرفته شده در سازمان بورس اوراق بهادار تهران قرار گرفت. در سال ۱۳۸۳ سهام سرمایه‌گذاری البرز در البرزدارو، ایران دارو و کی‌بی‌سی به شرکت داروسازی سبحان انتقال و موضوع فعالیت شرکت از تولیدی به سرمایه‌گذاری تغییر و به گروه دارویی سبحان تغییرنام یافت.

## شرکت‌های کنترل مدیریتی تابعه
- شرکت سبحان دارو
- شرکت البرز دارو
- شرکت ایران دارو
- شرکت سبحان اُنکولوژی
- شرکت کی‌بی‌سی